# Георги Бърдаров
 Тази статия е за български географ.  За българския военен деец вижте Гоце Бърдаров.  
Георги Костадинов Бърдаров е български географ, университетски преподавател, ръководител на катедра Социално-икономическа география в Геолого-географския факултет на Софийския университет, писател и сценарист.

## Биография
Роден е на 6 април 1973 г. в София. Родът му произхожда от село Кулата, Петричко. През 1991 г. завършва средно образование в 39 ЕСПУ „Петър Динеков“, а през 1996 г. завършва география в Софийския университет.
От 1995 до 1998 г. работи като журналист в Радио 99. Сценарист е на телевизионните предавания „Стани богат“, „Столът“, „Това го знае всяко хлапе“, „Аз обичам България“.
Преподава в катедра Социално-икономическа география в Геолого-географския факултет на Софийския университет от 2002 г. От 2007 г. е доктор по География на населението и селищата, след като защитава докторска дисертация на тема „Пространствената мобилност на населението и влиянието ѝ върху селищната мрежа (на примера на Благоевградска област)“. През 2004 г. специализира в Кьолн по програма „Сократ–Еразмус“, а през 2008 – 2009 г. в Грац. Преподава Демография, Етнорелигиозни конфликти, География на населението и селищата, Геоурбанистика, Регионален анализ на човешките ресурс, както и в магистърските програми Регионално развитие и управление, Управление на човешките ресурси, Развитие и управление на селските райони и Културна и политическа география. През 2012 г. е избран за доцент. От октомври 2015 г. е заместник-декан на Геолого-географския факултет по учебната дейност.

## Признание и награди
Трикратен победител е в състезанието за оратори, презентатори и разказвачи „Майстор на думите“. Разказът му „За петата ракия или колко е хубав животът“ е най-четеният български разказ в интернет.
На 23 декември 2015 година печели телевизионното реалити предаване „Ръкописът“ по Българска национална телевизия, което позволява да бъде издаден романът му „Аз още броя дните“.
На 9 ноември 2021 година в Брюксел Бърдаров получава Наградата за литература на Европейския съюз заедно с още 12 лауреати от други държави, определяни от национални журита. Той е отличен за романа си „Absolvo te“, а наградата е връчена от българския еврокомисар Мария Габриел. Българското жури, избрало за победител романа му, е с председател Анжела Димчева (секретар на Българския ПЕН център) и членове Велизара Добрева (изпълнителен директор на издателство „Егмонт“), Димитър Атанасов (съдружник в книготърговската фирма „Букохолик“ ЕООД), Дарин Тенев (доцент по теория на литературата и директор на Института за критически и социални изследвания в Пловдив) и Светлозар Желев (директор на Националния център за книгата).

## Обществена дейност
Президент е на Университетския клуб по петанк от 2004 г., а от 2005 г. е част от Управителния съвет на Българската федерация по петанк. Член е на Комисията на националната олимпиада по география и на Комисията за провеждане на държавните зрелостни изпити по география и икономика.

## Научни трудове
- „Имиграция, конфликти и трансформация на идентичности в Европейския съюз“ (2012) ISBN 978-954-91068-9-3
- Тестови задачи за държавни зрелостни изпити по география и икономика (съавторство с Румен Пенин, 2009) ISBN 978-954-18-0582-4
- „Особености на естественото възпроизводство на българомохамеданите в България от началото на 90-те години“ (съавторство с Надежда Илиева, 2009)
- „Европейските имиграционни „гета“ – необратимата промяна в градската жизнена среда на Европа“ (2010)
- „Трансформация на идентичности в Европа и заплаха от конфронтация по оста коренни-„нови“ европейци“ (2011)
- „Как да изхраним 9 млрд. души?“ (съавторство със Зорница Вакова, 2012)
- „Бежанските вълни и породените от тях промени в селищната мрежа на Благоевградска област за периода 1912 – 1926 г.“ (2002)
- „Изменения в демографската ситуация в общини Симитли и Кресна за периода 1980 – 2000 г.“ (2003)
- „Уругвай – една все още несбъдната мечта“ (2005)
- „Произход и значение на имената на селищата от Благоевградска област“ (2005)
- „Генезисът и развитието на един „неразрешим“ конфликт“ (Съавторство с Миглена Кислева и Соня Стоянова, 2012)
- „Демографска характеристика на общините Сатовча и Хаджидимово за периода 1980 – 2000 г.“ (2000)
- „Изменение на етническата структура на населението в Благоевградска област през XX в.“ (Съавторство с Н. Илиева и М. Илиев, 2001)
- „Бежанските вълни към Благоевградска област от Вардарска и Егейска Македония през първата половина на XX в.“ (2002)
- „Bulgarian External Migration during 1989 – 2001“ (2005, английски език)
- „Демографската криза в България – предизвикателство и заплаха за развитието на българското общество“ (2009)
- „Conflicts related to climate changhe and water scarcity“ (съавторство със Зорница Вакова, 2011, английски език)[10]

## Творчество
- „Имиграция и конфликти и трансформация на идентичности“ (2012) ISBN 978-954-91068-9-3
- „27 велики футболни истории“ (2014) ISBN 978-954-28-1538-9
- „Аз още броя дните“ (2016) ISBN 978-954-28-2071-0
- „Absolvo te“ (2020) ISBN 978-619-91519-6-9
- „Адажио за Мария“ (2025) ISBN 978-619-76147-9-4